# Vissel Kobe 2017
Questa pagina raccoglie i dati riguardanti il Vissel Kobe nelle competizioni ufficiali della stagione 2017.

## Organigramma societario
Area direttiva
- Presidente del consiglio di amministrazione:

Area tecnica
- Allenatore: Nelsinho Baptista, poi Takayuki Yoshida
- Vice-Allenatori: Takayuki Yoshida, Yūta Abe
- Collaboratore tecnico: Keisuke Kurihara

## Rosa
| N. |                          | Ruolo | Calciatore        |
| -- | ------------------------ | ----- | ----------------- |
| 1  | Giappone (bandiera)      | P     | Daiya Maekawa     |
| 3  | Giappone (bandiera)      | D     | Hirofumi Watanabe |
| 4  | Giappone (bandiera)      | D     | Kunie Kitamoto    |
| 5  | Giappone (bandiera)      | D     | Takuya Iwanami    |
| 6  | Giappone (bandiera)      | D     | Shunki Takahashi  |
| 8  | Brasile (bandiera)       | A     | Wescley           |
| 9  | Giappone (bandiera)      | A     | Mike Havenaar     |
| 10 | Germania (bandiera)      | A     | Lukas Podolski    |
| 11 | Brasile (bandiera)       | A     | Leandro           |
| 13 | Giappone (bandiera)      | C     | Keijirō Ogawa     |
| 14 | Giappone (bandiera)      | C     | Naoyuki Fujita    |
| 15 | Giappone (bandiera)      | A     | Seigō Kobayashi   |
| 17 | Giappone (bandiera)      | C     | Hideo Tanaka      |
| 18 | Corea del Sud (bandiera) | P     | Kim Seung-gyu     |
| 19 | Giappone (bandiera)      | A     | Kazuma Watanabe   |
| 21 | Giappone (bandiera)      | A     | Junya Tanaka      |
| 22 | Giappone (bandiera)      | D     | Wataru Hashimoto  |

| N. |                     | Ruolo | Calciatore         |
| -- | ------------------- | ----- | ------------------ |
| 23 | Giappone (bandiera) | D     | Yoshiki Matsushita |
| 24 | Giappone (bandiera) | D     | Masatoshi Mihara   |
| 25 | Giappone (bandiera) | D     | Junya Higashi      |
| 26 | Giappone (bandiera) | D     | Shinji Yamaguchi   |
| 28 | Giappone (bandiera) | P     | Kenshin Yoshimaru  |
| 29 | Giappone (bandiera) | C     | Kōtarō Ōmori       |
| 30 | Giappone (bandiera) | P     | Kenta Tokushige    |
| 31 | Giappone (bandiera) | C     | Yūya Nakasaka      |
| 33 | Giappone (bandiera) | A     | Shūhei Ōtsuki      |
| 34 | Giappone (bandiera) | D     | Sō Fujitani        |
| 35 | Giappone (bandiera) | C     | Takuya Yasui       |
| 38 | Giappone (bandiera) | D     | Daiki Miya         |
| 39 | Giappone (bandiera) | D     | Masahiko Inoha     |
|    | Giappone (bandiera) | D     | Yuki Kobayashi     |
|    | Brasile (bandiera)  | C     | Nílton             |